# فهرست بزرگراه‌های مشهد
بزرگراه‌های مشهد شبکه‌ای از مسیرهای اصلی و آزادراه‌های مهم هستند که نقش کلیدی در تسهیل حمل‌ونقل شهری و بین‌شهری ایفا می‌کنند. این بزرگراه‌ها به‌ویژه در مسیرهای شمال-جنوب و شرق-غرب شهر پراکنده‌اند که در تسهیل دسترسی به مناطق مختلف شهر، به کاهش ترافیک و بهبود کیفیت زندگی شهری نقش مهمی را ایفا می‌کنند.

## فهرست بزرگراه‌های مشهد
کلان‌شهر مشهد دارای بزرگراه‌ها متعددی می‌باشد که نام آن‌ها در این فهرست گردآوری شده‌اند و عبارتند از:
| نشان                             | شماره جاده  | نام           | مسافت                                   | مبدأ                                                                 | مقصد | تقاطع با بزرگراه‌های دیگر                                                                        | جهت              | یادکرد |
| -------------------------------- | ----------- | ------------- | --------------------------------------- | -------------------------------------------------------------------- | --- | ----------------------------------------------------------------------------------------------- | ---------------- | ------ |
|                                  | جاده ۲۲     | آزادی         | ۱۰٫۵ کیلومتر                            | میدان آزادی                                                          | تقاطع قائم                                                                                                 | بزرگراه پیامبر اعظم، بزرگراه امام علی، بزرگراه چراغچی، بزرگراه وکیل آباد و بزرگراه شهید کلانتری | شمال-جنوب        | [ ۱ ]  |
| شهید چراغچی                      | جاده ۲۲     | ۸ کیلومتر     | میدان امام حسین                         | تقاطع قائم                                                           | بزرگراه آزادی، بزرگراه پیامبر اعظم، بزرگراه امام علی و بزرگراه شهید میرزایی                                | غرب-شرق                                                                                         | [ ۲ ] [ ۳ ]      |        |
| شهید بابانظر (صدمتری)            | جاده ۲۲     | ۵ کیلومتر     | پل فجر                                  | تقاطع شهید عباسپور                                                   | بزرگراه میرزایی و بزرگراه بسیج                                                                             | شمال-جنوب                                                                                       | [ ۴ ]            |        |
| پیامبر اعظم (ص) (بزرگراه آسیایی) | جاده ۲۲     | ۱۲٫۴ کیلومتر  | میدان آزادی                             | ابتدای بزرگراه مشهد-قوچان                                            | بزرگراه آزادی، بزرگراه امام علی، بزرگراه چراغچی و بزرگراه مشهد-قوچان                                       | شمال-جنوب                                                                                       | [ ۵ ]            |        |
| امام علی                         | جاده ۲۲     | ۷٫۲ کیلومتر   | تقاطع قائم                              | تقاطع آزادگان                                                        | بزرگراه آزادی، بزرگراه پیامبر اعظم، بزرگراه شهید چراغچی، بزرگراه آیت‌الله هاشمی رفسنجانی و بزرگراه نمایشگاه | غرب-شرق                                                                                         | [ ۴ ] [ ۶ ]      |        |
|                                  |             | وکیل آباد     | ۱۰ کیلومتر                              | میدان آزادی (فلکه پارک)                                              | سه راهی طرقبه-شاندیز                                                                                       | بزرگراه آزادی و بزرگراه شهید کلانتری                                                            | غرب-شرق          | [ ۷ ]  |
| آیت‌الله هاشمی رفسنجانی           | ۷ کیلومتر   | تقاطع آزادگان | منتهی به بزرگراه پیامبر اعظم            | بزرگراه پیامبر اعظم، بزرگراه نمایشگاه و بزرگراه امام علی             | شمال-جنوب                                                                                                  | [ ۸ ]                                                                                           |                  |        |
|                                  | جاده ۴۴     | شهید کلانتری  | ۴ کیلومتر                               | میدان آزادی                                                          | میدان جمهوری اسلامی (فلکه تلویزیون)                                                                        | بزرگراه شهید سلیمانی، بزرگراه وکیل آباد و بزرگراه آزادی                                         | شمال-جنوب        | [ ۹ ]  |
| سردار شهید سلیمانی               | جاده ۴۴     | ۱۱ کیلومتر    | میدان جمهوری اسلامی (فلکه تلویزیون)     | پلیس راه مشهد-نیشابور                                                | بزرگراه شهید کلانتری، آزادراه شهید شوشتری و جاده قدیم مشهد                                                 | شمال-جنوب                                                                                       | [ ۴ ]            |        |
| سلسله‌الذهب                       | جاده ۴۴     | ۱ کیلومتر     | حدفاصل جاده قدیم و بزرگراه شهید سلیمانی | حدفاصل جاده قدیم و بزرگراه شهید سلیمانی                              | آزادراه شهید شوشتری، جاده قدیم مشهد، بزرگراه شهید سلیمانی                                                  | شمال-جنوب                                                                                       | [ نیازمند منبع ] |        |
| بسیج                             | جاده ۴۴     | ۵٫۱ کیلومتر   | تقاطع شهید عباسپور                      | میدان غدیر                                                           | بزرگراه شهید بابانظر و بزرگراه شهید سلیمانی                                                                | شمال-جنوب                                                                                       | [ ۱۰ ]           |        |
|                                  |             | شهید میرزایی  | ۳٫۶ کیلومتر                             | میدان امام حسین                                                      | پل فجر | بزرگراه شهید بابانظر و بزرگراه شهید چراغچی                                                      | غرب-شرق          | [ ۱۱ ] |
| نمایشگاه                         | ۱٫۳ کیلومتر | تقاطع آزادگان | پل برونسی                               | بزرگراه امام علی، بزرگراه آیت‌الله هاشمی رفسنجانی و بزرگراه وکیل آباد | شرق-غرب | [ ۱۲ ]                                                                                          |                  |        |

## فهرست جاده‌های مشهد
کلان‌شهر مشهد دارای جاده‌های متعددی می‌باشد که نام آن‌ها در این فهرست گردآوری شده‌اند و عبارتند از:
| نام                       | مسافت        | مبدأ                                       | مقصد                     | تقاطع با بزرگراه‌های دیگر                   | جهت       | یادکرد           |
| ------------------------- | ------------ | ------------------------------------------ | ------------------------ | ------------------------------------------ | --------- | ---------------- |
| جاده مشهد-فریمان          | ۶۴ کیلومتر   | خواجه اباصلت                               | شهر فریمان               | آزادراه شهید شوشتری و جاده قدیم مشهد       | شمال-جنوب | [ ۱۳ ]           |
| جاده قدیم مشهد            | ۲۷ کیلومتر   | تقاطع شهید آزادی                           | ملک‌آباد - پلیس راه باغچه | آزادراه شهید شوشتری و بزرگراه شهید سلیمانی | شمال-جنوب | [ ۱۴ ]           |
| جاده شاندیز-مشهد          | ۱۴٫۵ کیلومتر | پایانه وکیل آباد                           | بلوار امام رضا           | بلوار وکیل آباد و بلوار امام رضا           | شمال-جنوب | [ نیازمند منبع ] |
| جاده مشهد-میامی           | ۴۵ کیلومتر   | میدان اروند                                | روستای میامی             | آزادراه کنارگذر شمالی مشهد                 | شرق-غرب   | [ ۱۵ ]           |
| جاده مشهد-سرخس            | ۱۷۱ کیلومتر  | بلوار حر مشهد                              | شهر سرخس                 | آزادراه کنارگذر شمالی مشهد                 | شرق-غرب   | [ ۱۶ ]           |
| بزرگراه مشهد-قوچان-چناران | ۳۷ کیلومتر   | بزرگراه پیامبر اعظم - پلیس راه مشهد چناران | چناران                   | بزرگراه پیامبر اعظم و کمربندی چناران       | شرق-غرب   | [ ۱۷ ]           |

## فهرست آزادراه‌های مشهد
کلان‌شهر مشهد دارای آزادراه های متعددی می‌باشد که نام آن‌ها در این فهرست گردآوری شده‌اند و عبارتند از:
| نشان                                             | نام                                              | مسافت      | مبدأ               | مقصد                              | تقاطع با بزرگراه‌های دیگر                                                | جهت       | یادکرد        |
| ------------------------------------------------ | ------------------------------------------------ | ---------- | ------------------ | --------------------------------- | ----------------------------------------------------------------------- | --------- | ------------- |
| بزرگراه ۱، بزرگراه ۷۵، جاده ۹۷، جاده ۹۵، جاده ۴۴ | آزادراه مشهد-باغچه                               | ۴۰ کیلومتر | بزرگراه کلانتری    | سه راهی باغچه                     | بزرگراه کلانتری، جاده ۹۷ و آزادراه کنارگذر شمالی مشهد                   | شمال-جنوب | [ ۱۸ ]        |
| بزرگراه ۱، بزرگراه ۷۵، جاده ۹۷، جاده ۲۲          | آزادراه کنارگذر شمالی مشهد                       | ۸۵ کیلومتر | آزادراه حرم تا حرم | آزادراه چناران-قوچان-بجنورد-گرگان | جاده ۲۲, جاده کلات، جاده ۹۷ و آزادراه حرم تا حرم                        | غرب-شرق   | [ ۱۹ ]        |
| بزرگراه ۱، جاده ۹۷، جاده ۲۲، جاده ۴۴             | آزادراه مشهد-ملک‌آباد (قطعه اول آزادراه حرم‌تاحرم) | ۳۴ کیلومتر | جاده ۴۴            | سه راهی باغچه                     | جاده ۴۴, آزادراه حرم تا حرم، آزادراه شهید شوشتری و بزرگراه شهید سلیمانی | غرب-شرق   | [ ۱۸ ] [ ۲۰ ] |
|                                                  | آزادراه مشهد-چناران                              | ۵۴ کیلومتر | تقاطع آزادگان      | شهر گلبهار-چناران                 | بزرگراه امام علی، بزرگراه نمایشگاه و بزرگراه آیت الله هاشمی رفسنجانی    | شمال-جنوب | [ ۱۸ ]        |
| آزادراه مشهد-بجنورد-گرگان                        |                                                  |            |                    |                                   | شرق-غرب                                                                 | [ ۲۱ ]    |               |

## فهرست تقاطع‌های مشهد
تقاطع‌های کلیدی و پرتردد مشهد عبارتند از:
| نام                    | تقاطع با بزرگراه‌های دیگر                             | یادکرد |
| ---------------------- | ---------------------------------------------------- | ------ |
| تقاطع ناهمسطح آزادگان  | ب. آیت‌الله هاشمی رفسنجانی                            | [ ۲۲ ] |
| تقاطع استقلال          | ب. آزادی به بلوار معلم، بلوار فردوسی و بلوار استقلال | [ ۲۳ ] |
| تقاطع ناهمسطح امام علی | ب. امام علی به بلوار امامیه و سیدرضی                 | [ ۲۴ ] |
| میدان امام حسین        | ب. چراغچی، ب. میرزایی، بلوار عبادی، بلوار خواجه‌ربیع  | [ ۲۵ ] |
| میدان آزادی            | ب. کلانتری، ب. آزادی و ب. وکیل آباد                  | [ ۲۶ ] |
| تقاطع قائم             | کلانتری، آزادی، چراغچی و پیامبر اعظم                 | [ ۲۷ ] |
| پل فجر                 | شهید میرزایی و شهید بابانظر، بلوار طبرسی             | [ ۲۸ ] |
| فلکه تلویزیون          | شهید کلانتری و شهید قاسم سلیمانی، بلوار منتظری       | [ ۲۹ ] |
| میدان امام حسن         | امام علی                                             | [ ۳۰ ] |
| پل حافظ                | شهید قاسم سلیمانی و بلوار کوشش                       | [ ۳۱ ] |
| میدان فهمیده           | شهید چراغچی                                          | [ ۳۲ ] |
| تقاطع خیام             | شهید راه چراغچی                                      | [ ۳۲ ] |
| تقاطع شهید عباسپور     | بسیج و شهید بابانظر                                  | [ ۳۳ ] |
| تقاطع جهاد             | شهید کلانتری                                         | [ ۳۴ ] |
| تقاطع جمهوری اسلامی    | میدان فضل بن شاذان و بلوار شهید منتظری               | [ ۳۵ ] |
| تقاطع شهید آزادی       | آزادراه شهید شوشتری، جاده قدیم مشهد، شهید سلیمانی    | [ ۳۶ ] |

#### یادکرد های درون‌خطی
- American Library Association (ALA). «Large size Road Map of Iran». Worldometer.
- کمیسیون اقتصادی و اجتماعی سازمان ملل متحد برای آسیا و اقیانوسیه. «Ver03_26April2013_AH-map_GIS» (PDF). unescap.
- پایگاه شهرداری مشهد (۱ دی ۱۳۹۱). «تقاطع های ناهمسطح مشهد». news.mashhad.ir.
- باشگاه خبرنگاران جوان (۷ فروردین ۱۳۹۴). «نقشه جاده‌های ایران» (PDF). yjc.ir.
- "Intergovernmental Agreement on the Asian Highway Network" (PDF). کمیسیون اقتصادی و اجتماعی سازمان ملل متحد برای آسیا و اقیانوسیه. Retrieved November 22, 2024.
- تین‌نیوز (۴ فروردین ۱۴۰۳). «فهرست نام و شماره جاده ها و آزادراه و بزرگراه های ایران». tinn.ir. دریافت‌شده در ۳ خرداد ۱۴۰۴.